# صوفي كوينتون
صوفي كوينتون (بالفرنسية: Sophie Quinton) هي ممثلة فرنسية، ولدت في 31 أغسطس 1976 في فرنسا. شاركت في عدد من الأفلام القصيرة من إخراج جيرالد هوستاش ماثيو، كما لعبت دور البطولة في فيلم من قتل بامبي؟ عام 2003.

## وصلات خارجية
- صوفي كوينتون على موقع IMDb (الإنجليزية)
- صوفي كوينتون على موقع ألو سيني (الفرنسية)
- صوفي كوينتون على موقع ميوزك برينز (الإنجليزية)
- صوفي كوينتون على موقع أول موفي (الإنجليزية)
- صوفي كوينتون على موقع قاعدة بيانات الأفلام السويدية (السويدية)
- صوفي كوينتون على موقع قاعدة بيانات الفيلم (الإنجليزية)
- صوفي كوينتون على موقع كينوبويسك (الروسية)